# Daïra de Fouka
La daïra de Fouka est une daïra d'Algérie située dans la wilaya de Tipaza et dont le chef-lieu est la ville éponyme de Fouka.

## Localisation
La daïra est située au nord-est de la wilaya de Tipaza.

## Communes de la daïra
La daïra est composée de deux communes : Fouka et Douaouda.